# Bainoceratops
Bainoceratops efremovi is een plantenetende ornithischische dinosauriër, behorend tot de Ceratopia, die tijdens het late Krijt leefde in het gebied van het huidige Mongolië. De soort is wellicht identiek aan Protoceratops
In 2003 benoemden en beschreven Victor Teresjenko en Wladimir Rudolfowitsj Alifanov de typesoort Bainoceratops efremovi. De geslachtsnaam verbindt de naam van de Bain Zag ("Zagberg"), de vindplaats, met een verwijzing naar de Ceratopia. De soortaanduiding eert de paleontoloog Iwan Antonowitsj Jefremow.
Het holotype, PIN 614-33, is gevonden in een laag van de Djadochtaformatie die dateert uit het middelste Campanien. Het bestaat uit een gedeeltelijke wervelkolom. Bewaard zijn gebleven: de zesde, zevende, en negende halswervel; de vermoedelijk eerste, vijfde, zesde, zevende, negende, tiende, elfde, twaalfde en dertiende ruggenwervel, de achtste sacrale wervel en de eerste, tweede, tiende, elfde, achttiende en negentiende staartwervel. Teresjenko meende in 2008 dat het ging om een mannelijk individu.
In het vondstgebied zijn fossielen van de verwant Protoceratops zeer talrijk. De beschrijvers meenden echter dat het niet ging om een protoceratopsexemplaar. Dat baseerden ze op enkele onderscheidende kenmerken. Bij de wervels van de nek en rug zijn de voorste facetten van de wervellichamen hol maar bij de staartwervels zijn die plat. De diapofysen van de negende ruggenwervel, de uitsteeksels die de facetten van de bovenste ribgewrichten dragen, hebben een ronde dwarsdoorsnede. Bij de negende en tiende ruggenwervel zijn de uithollingen tussen de voorste gewrichtsuitsteeksels smal. Bij de achterste ruggenwervel is het facet voor de enkelvoudige ribkop geornamenteerd.
Peter Makovicky stelde in 2006 dat de vermeende unieke eigenschappen slechts een geval van individuele variatie betroffen bij een vrij groot en oud protoceratopsindividu. Hij achtte Bainoceratops aldus een jonger synoniem van Protoceratops.
In 2003 werd Bainoceratops in de Protoceratopidae geplaatst. De beschrijvers meenden echter dat de soort nauwer aan Montanoceratops en Udanoceratops verwant was dan aan Protoceratops. Binnen de fylogenie van Makovicky zou dat Bainoceratops, indien een geldig taxon, een lid van de Leptoceratopidae maken.